# Joseph Hoster
Joseph Hoster (* 27. Juni 1910 in Köln; † 3. Juni 1969 ebenda) war ein deutscher katholischer Priester und Kunsthistoriker. Er war in der Nachkriegszeit Leiter der Kölner Domschatzkammer und des Diözesanmuseums und verantwortlich für die Restaurierung des Dreikönigenschreins im Dom nach dem Zweiten Weltkrieg.

## Leben
Hoster wurde 1910 in Köln-Nippes geboren. Er studierte 1930 zunächst Kunstgeschichte und Philologie in Köln und Bonn, seit 1931 zusätzlich Theologie. Im Juli 1937 wurde er von Kardinal Karl Joseph Schulte im Kölner Dom zum Priester geweiht. Es schlossen sich Tätigkeiten als Kaplan in Düsseldorf, Köln und Angermund an, bevor er im September 1942 zum zweiten Krankenhausseelsorger in der Kölner Lindenburg berufen wurde. Nach der Zerstörung und Evakuierung des Krankenhauses begleitete er seine Patienten nach Königswinter. Für dieselbe Zeit (1942 bis 1944) wird von einem erneuten Studium der Kunstgeschichte bei Hans Kauffmann berichtet.
Hoster blieb nach dem Krieg zunächst in Königswinter und arbeitete weiterhin als Krankenhausseelsorger und zusätzlich als Religionslehrer. 1947 berief Kardinal Frings ihn zum Domsakristanpriester nach Köln, womit er gleichzeitig Kustos der Domschatzkammer, Direktor des Diözesanmuseums sowie Assistent am Erzbischöflichen Amt für Bau-, Kunst- und Denkmalpflege wurde. Hoster war in seiner Rolle maßgeblich an der Beseitigung der Kriegsschäden am Dom bis 1948 beteiligt, sein Schwerpunkt der darauffolgenden Jahre war jedoch die Restaurierung des stark beschädigten Dreikönigenschreins weit über den Vorkriegszustand hinaus, die sich über viele Jahre – bis nach seinem Tod – hinzog. Hoster gelang es, die notwendigen Finanzmittel für die Wiederherstellung und Restaurierung ohne kirchliche und staatliche Finanzierung zu akquirieren und er spendete einen Teil seiner eigenen Autorenhonorare für den Fonds.
Hoster war Autor zahlreicher Aufsätze und Herausgeber des Kölner Domblatts. Maßgeblich beteiligt – als Berater und Mitarbeiter – war er an einigen wichtigen Ausstellungen von Sakralkunst in der Nachkriegszeit, darunter Schätze aus Dom und Münster im Winter 1954/55 und Werdendes Abendland 1956 in der Villa Hügel in Essen, die Ausstellung 1961 zum 200. Todestag des Kurfürsten Clemens August in Brühl, die Ausstellung zu Karl dem Großen 1965 in Aachen sowie die Ausstellung in Köln zum Dreikönigsjubiläum 1964. Außerdem war er an der Einrichtung des vatikanischen Pavillons auf der Expo 58 beteiligt.
Neben seiner Haupttätigkeit unterrichtete Hoster seit 1948 an der Volkshochschule in Köln und war Vorstandsmitglied des Zentral-Dombau-Vereins, 1949 wurde er Domvikar, 1965 Domkapitular sowie Erzbischöflicher Rat und Mitglied der Kunstkommission. Von 1966 bis 1969 war er Vorsitzender des Vereins für christliche Kunst im Erzbistum Köln und Bistum Aachen.
Zum Ende seines Lebens sorgte er noch dafür, dass das Diözesanmuseum in dem neu errichteten Kurienhaus Räume erhielt.
Nach knapp einjähriger schwerer Krankheit starb Joseph Hoster 1969 im Alter von 58 Jahren in seiner Kölner Wohnung.

## Auszeichnungen
- 1956: Ernennung zum Päpstlicher Geheimkämmerer
- 1964: Ernennung zum Professor
- 1964: Päpstlicher Ehrenprälat

## Publikationen (Auswahl)
Autor
- Chortürme im Rheinland. In: Colonia Sacra. Studien und Forschungen zur Geschichte der Kirche im Erzbistum Köln. Band 1: Festgabe für Wilhelm Neuss zur Vollendung seines 65. Lebensjahres, hrsg. von Eduard Hegel, Balduin Pick Verlag, Köln 1947, S. 100–162.
- Steinschmuck am Dreikönigenschrein. In: Und sie folgten dem Stern. Das Buch der Heiligen Drei Könige, hrsg. von Adam Wienand, Köln 1964.
- Der Dom zu Köln. Greven-Verlag, Köln 1965
- Wegweiser durch den Kölner Dom. Greven-Verlag, Köln 1965
- Zur Form der Stirnseite des Dreikönigenschreins in: Miscellanea Pro Arte. Hermann Schnitzler zur Vollendung des 60. Lebensjahres am 13. Januar 1965. Schriften des Pro Arte Medii Aevi – Freunde des Museum Schnütgen e.V.; Düsseldorf 1965
- Der Wiener Ptolemäerkameo – einst am Kölner Dreikönigenschrein, In: Studien zur Buchmalerei und Goldschmiedekunst des Mittelalters. Festschrift für Karl Hermann Usener zum 60. Geburtstag. 1967

Herausgeber
- Achthundert Jahre Verehrung der Heiligen Drei Könige in Köln, 1164-1964. Kölner Domblatt 26/27 (1964). Verlag J.P. Bachem Köln 1964
- mit Peter Bloch: Miscellanea Pro Arte. Hermann Schnitzler zur Vollendung des 60. Lebensjahres am 13. Januar 1965. Schriften des Pro Arte Medii Aevi – Freunde des Museum Schnütgen e.V.; Düsseldorf 1965